# Sistemul Electronic de Achiziții Publice
Sistemul Electronic de Achiziții Publice (SEAP) reprezintă o infrastructură informatică unitară care oferă instituțiilor publice din România posibilitatea achiziției de produse, bunuri și servicii prin mijloace electronice.
Site-ul oficial al Sistemului Electronic de Achiziții Publice (www.e-licitatie.ro) este operat de către Autoritatea pentru Digitalizarea României - ADR.